# Luís Martins
Luís Carlos Ramos Martins (Lamego, 10 de junio de 1992) es un futbolista portugués que juega en la demarcación de defensa para el Vancouver Whitecaps de la Major League Soccer.

## Biografía
Tras jugar en el filial, en la temporada 2011/2012 fue ascendido al S. L. Benfica, donde jugó un total de cinco partidos. Hizo su debut oficial el 2 de noviembre de 2011 en un partido de Liga de Campeones de la UEFA contra el F. C. Basilea, tras ser reemplazado en el minuto 60 por Miguel Vítor. En la siguiente temporada fue relegado de nuevo al equipo filial. Ya en 2013 firmó un contrato de tres años y medio con el Gil Vicente F. C. El 1 de septiembre de 2014 fue traspasado al Granada C. F.
Posteriormente pasó por C. A. Osasuna antes de volver al fútbol de su país, donde estuvo hasta su marcha en agosto de 2019 al Sporting Kansas City. Allí permaneció dos años y medio, quedando libre al finalizar la temporada 2021 una vez expiró su contrato. Siguió jugando en la Major League Soccer, ya que en mayo de 2022 firmó por el Vancouver Whitecaps hasta final de año.

## Selección nacional
Martins fue seleccionado por Ilídio Vale para la selección sub-20 de Portugal para jugar la Copa Mundial Sub-20 de 2011 en Colombia, ayudando al combinado a acabar en segunda posición tras Brasil.

## Clubes
| Club                      | País           | Año       | Partidos | Goles |
| ------------------------- | -------------- | --------- | -------- | ----- |
| S. L. Benfica             | Portugal       | 2011-2012 | 5        | 0     |
| S. L. Benfica "B"         | Portugal       | 2012      | 15       | 2     |
| Gil Vicente F. C.         | Portugal       | 2013-2014 | 45       | 2     |
| Granada C. F.             | España         | 2014-2015 | 5        | 0     |
| C. A. Osasuna (cedido)    | España         | 2015-2016 | 9        | 0     |
| Granada C. F.             | España         | 2016      | 2        | 0     |
| C. S. Marítimo (cedido)   | Portugal       | 2017-2018 | 31       | 0     |
| G. D. Chaves              | Portugal       | 2018-2019 | 21       | 1     |
| Sporting Kansas City      | Estados Unidos | 2019-2021 | 60       | 1     |
| Whitecaps Football Club 2 | Canadá         | 2022      | 1        | 0     |
| Vancouver Whitecaps       | Canadá         | 2022-     | 38       | 0     |

## Palmarés

### Campeonatos nacionales
| Título                          | Club                | País     | Año  |
| ------------------------------- | ------------------- | -------- | ---- |
| Copa de la Liga                 | S. L. Benfica       | Portugal | 2012 |
| Campeonato Canadiense de Fútbol | Vancouver Whitecaps | Canadá   | 2022 |
| Campeonato Canadiense de Fútbol | Vancouver Whitecaps | Canadá   | 2023 |